# 刘维尔定理 (复分析)
刘维尔定理是数学中复分析的一个定理，由十九世纪法国数学家约瑟夫·刘维尔最先证明。刘维尔定理对整函数（即在整个复数域{\displaystyle \mathbb {C} }上都是全纯函数）的值域进行了刻画。它表明，任何有界的整函数都一定是常数。
比刘维尔定理更进一步的是皮卡定理。後者说明，只要存在两个相异的复数，它们都不属于一个整函数的值域，则这个整函数是常数函数。

## 简介
整函数是指从复数域{\displaystyle \mathbb {C} }射到复数域，并且在整个复数域上都是全纯函数的函数。全纯也称为复可微，是复函数的重要性质。某个函数]{\displaystyle f:\;\;\mathbb {C} \rightarrow \mathbb {C} }在某点{\displaystyle z_{0}}全纯，指在点{\displaystyle z_{0}}以及其邻域上有定义，并且以下极限：
{\displaystyle \lim _{z\to z_{0}}{\frac {f(z)-f(z_{0})}{z-z_{0}}}}
存在。全纯函数是复分析中的中心概念。全纯不仅代表着复可微，而且可以证明，全纯函数必然无穷可微，是解析函数。
刘维尔定理说明，任何一个整函数{\displaystyle f:\;\;\mathbb {C} \rightarrow \mathbb {C} }，如果存在一个正数{\displaystyle M}，使得对于所有的复数{\displaystyle z}，{\displaystyle f(z)}的模长都小于等于{\displaystyle M}：
{\displaystyle z\in \mathbb {C} ,\;\;|f(z)|\leqslant M,}
则该函数必定是常数函数。

## 证明
证明用到了整函数和解析函数的关系。整函数必然是解析函数，设有整函数{\displaystyle f:\;\;\mathbb {C} \rightarrow \mathbb {C} }，考虑它关于{\displaystyle z_{0}=0}的解析展开：
{\displaystyle f(z)=\sum _{k=0}^{\infty }a_{k}z^{k}}
其中的系数{\displaystyle a_{k}}可以根据柯西积分公式求得：
{\displaystyle a_{k}={\frac {f^{(k)}}{k!}}={1 \over 2\pi i}\oint _{C_{r}}{f(\zeta ) \over \zeta ^{k+1}}\,d\zeta }
其中{\displaystyle C_{r}=\{z:\;|z|=r\}}是以0为圆心，半径为{\displaystyle r>0}的圆。依照函数{\displaystyle f}有界的条件，可以估计系数{\displaystyle a_{k}}模长的上界：
{\displaystyle |a_{k}|\leq {\frac {1}{2\pi }}\oint _{C_{r}}{\frac {|f(\zeta )|}{|\zeta ^{k+1}|}}|\,d\zeta |\leq {\frac {1}{2\pi }}\oint _{C_{r}}{\frac {M}{r^{k+1}}}|\,d\zeta |\leq {\frac {M}{r^{k}}},}
在以上的估计中，曲线积分为{\displaystyle C_{r}}，其中半径{\displaystyle r}的选择是任意的。当{\displaystyle r}趋于无穷大时，{\displaystyle {\frac {M}{r^{k}}}}趋于0. 因此，让{\displaystyle r}趋于无穷大，便可以推出：对所有的k ≥ 1，都有ak = 0。这说明，
{\displaystyle f(z)=\sum _{k=0}^{\infty }a_{k}z^{k}=a_{0}}
即是说{\displaystyle f}是常数函数。定理得证。

## 应用与推论

### 整函数的大小关系
应用刘维尔定理可以证明，如果一个整函数{\displaystyle f}总比另一个整函数{\displaystyle g}小：{\displaystyle |f|\leqslant |g|}，那么这两个整函数成比例关系：{\displaystyle \forall z\in \mathbb {C} ,\;f(z)=\kappa \cdot g(z)}，其中{\displaystyle \kappa }是比例常数。
考虑函数{\displaystyle h:\;\;z\;\mapsto {\begin{cases}{\frac {f(z)}{g(z)}}&g(z)\neq 0,\\0&g(z)=0.\end{cases}}}
{\displaystyle |f|\leqslant |g|}说明，函数{\displaystyle h}的模长总小于等于1。另一方面，由于{\displaystyle |f|\leqslant |g|}，所以{\displaystyle {\frac {f(z)}{g(z)}}}的奇点都是可去奇点，可以依照上面的方式拓延为整函数{\displaystyle h}。所以{\displaystyle h}作为一个有界的整函数，根据刘维尔定理，必然是常数函数。这说明{\displaystyle f}和{\displaystyle g}成比例关系。

### 次线性整函数
次线性函数，指函数值总小于等于定值乘以变量值的函数。设整函数{\displaystyle f}满足：
{\displaystyle \forall z\in \mathbb {C} ,\;\;|f(z)|\leqslant M|z|.}
其中{\displaystyle M}是一个常数系数。考虑{\displaystyle f}的导函数。根据柯西积分公式，
{\displaystyle |f'(z)|={\frac {1}{2\pi }}\left|\oint _{C_{r}}{\frac {f(\zeta )}{(\zeta -z)^{2}}}\mathrm {d} \zeta \right|\leq {\frac {1}{2\pi }}\oint _{C_{r}}{\frac {\left|f(\zeta )\right|}{\left|(\zeta -z)^{2}\right|}}\left|\mathrm {d} \zeta \right|\leq {\frac {1}{2\pi }}\oint _{C_{r}}{\frac {M\left|\zeta \right|}{\left|(\zeta -z)^{2}\right|}}\left|\mathrm {d} \zeta \right|={\frac {MI_{r}^{z}}{2\pi }}}
其中{\displaystyle C_{r}=\{\zeta ;\;|\zeta -z|=r\}=\{z+r\cdot e^{it};\;t\in [0,2\pi ]\}}是以{\displaystyle z}为圆心，半径为{\displaystyle r}的圆；
{\displaystyle I_{r}^{z}=\oint _{C_{r}}{\frac {\left|\zeta \right|}{\left|(\zeta -z)^{2}\right|}}\left|\mathrm {d} \zeta \right|=\int _{0}^{2\pi }{\frac {\left|z+r\cdot e^{it}\right|}{r}}\mathrm {d} t}
取{\displaystyle r=|z|}，则{\displaystyle \left|z+r\cdot e^{it}\right|\leqslant |z|+r=2r.} 所以{\displaystyle I_{r}^{z}\leqslant \int _{0}^{2\pi }2\mathrm {d} t=4\pi }，因此
{\displaystyle |f'(z)|\leqslant 2M.}
因此依据刘维尔定理，{\displaystyle f'}是常数函数。另一方面，{\displaystyle |f(0)|\leqslant M|0|}，所以{\displaystyle f(0)=0.} 综上可知，次线性整函数{\displaystyle f}是线性函数。

### 皮卡小定理
刘维尔定理可以被用于进一步证明推广了它的皮卡小定理。